# О’Ши, Дэнни (фигурист)
Дэ́ниел (Дэ́нни) О’Ши (произносится О’Шей, англ. Daniel «Danny» O'Shea; род. 13 февраля 1991 года в Понтиак, штат Мичиган) — американский фигурист, выступающий в парном катании с Элли Кам. Они — бронзовые призёры чемпионата четырёх континентов (2024), чемпионы США (2024). 
Ранее выступал в паре с Тарой Кейн. Вместе они — победители чемпионата четырёх континентов (2018), серебряные призёры чемпионата четырёх континентов (2014), чемпионы США (2016), серебряные призёры этапа Гран-при Internationaux de France (2018).
По состоянию на 13 мая 2025 года пара Кам / О'Ши занимает 8-е место в рейтинге Международного союза конькобежцев (ИСУ).

## Карьера

### Ранние годы
Дэнни начал кататься на коньках в 1995 году. О’Ши в сезоне 2009/2010 выступал в паре с Кристин Мозер, с Каролин Кноуп в сезоне 2010/2011 и Джессикой Калаланг в сезоне 2011/2012. Также он выступал в мужском одиночном катании до 2011 года.
В апреле 2012 года он встал в пару с Тарой Кейн.

### 2012/2013
На своём первом Чемпионате США, который прошёл в январе 2013 года, Тара и Дэнни заняли седьмое место. На своём первом международном турнире International Challenge Cup они завоевали серебряные медали.

### 2013/2014: медаль чемпионата четырёх континентов
В новом сезоне они выиграли бронзовые награды на U.S. Classic и Icechallenge. Став шестыми на чемпионате США, они отправились на Чемпионат четырёх континентов,где стали серебряными призёрами.

### 2014/2015
28 июля 2014 года Тара перенесла операцию на правом бедре. В результате пара не смогла дебютировать на этапах Гран-при Cup of China и Rostelecom Cup. Кейн / О’Ши вернулись к соревнованиям на турнире серии серии «Челленджер» Golden Spin of Zagreb, взяв бронзовую медаль. В январе 2015 года Тара и Дэнни впервые в карьере стали призёрами чемпионата США, став бронзовыми призёрами. Этот результата позволил им поехать на чемпионат четырёх континентов, на котором они заняли лишь восьмое место.

### 2015/2016: золото чемпионата США
Новый сезон пара начала на дома на турнире серии «Челленджер» в Солт-Лейк-Сити, который они выиграли. На этих соревнованиях Тара повредила правое колено. Травма не помешала им дебютировать на этапах серии Гран-при. На домашнем этапе Кейн и О'Ши заняли шестое место. Затем они выступили на российском этапе, где остановились в шаге от подиума. Затем последовала ещё одна медаль «Челленджера» — бронза на Golden Spin of Zagreb.
В январе 2016 года пара одержала первую большую победу. Тара и Дэнни стали чемпионами США, обойдя действующих чемпионов Алексу Шимека и Криса Книрима на 14,85 балла. На чемпионат четырёх континентов Кейн / О'Ши поехали в качестве лидеров сборной США, однако в Тайбэе фигуристы остановились в шаге от медалей. В начале апреля в Бостоне на домашнем чемпионате мира американцы сумели пробиться в число участников произвольной программы, однако они не сумели пробиться в дюжину лучших парников мира, заняв только тринадцатое место.

### 2016/2017
Новый предолимпийский сезон пара начала в Финляндии на традиционном турнире Finlandia Trophy, где они заняли пятое место. В середине октября американские фигуристы выступали в Чикаго на Skate America, где заняли место в середине турнирной таблицы. При этом они провалили короткую программу, но в произвольной заняли третье место. В конце ноября они выступали на заключительном этапе Гран-при в Саппоро, по итогам которого американская пара оказалась в шаге от попадания на пьедестал. 
В январе на национальном чемпионате в Канзасе после короткой программы фигуристы шли на пятом месте и перед произвольной программой они снялись из-за сотрясения мозга, которое Тара получила в короткой программе, после того как ударилась головой во время приземления с выброса. Сезон для пары подошёл к концу.
В течение сезона у Тары усиливалась боль из-за тендинита правого колена, в результате её травмы 2015 года. Она получила новое сухожилие во время операции в Медицинском центре Вейл-Вэлли 14 февраля 2017 года, а затем воздерживалась от ходьбы в течение семи недель. Она возобновила тренировки к июлю 2017 года.

### 2017/2018: медаль чемпионата США, золото чемпионата четырёх континентов
Олимпийский сезон американские парники начали в начале декабря на Golden Spin of Zagreb, по итогам которого они стали бронзовыми медалистами. В начале 2018 года на чемпионате США Тара и Дэнни, к удивлению многих специалистов, выступила очень удачно. Они уверенно стали вице-чемпионами, но так как у американской команды на Олимпийских играх была одна квота Кейн / О'Ши на Олимпиаду не поехали. Учитывая, что чемпионат четырёх континентов проходил за две недели до Олимпийских игр американская федерация на него отправила второй состав. В Тайбэе в конце января Тара и Дэнни на континентальном чемпионате выступили прекрасно. Они впервые в карьере стали победителями этого турнира, став первой американской парой за 12 лет, которой покорилось это достижение.
В марте пара должна была поехать на чемпионат мира, но из-за стрессового перелома у партнёрши они решили не рисковать и отказались от поездки.
В начале июля было объявлено, что Тара и Дэнни переезжают в Колорадо-Спрингс. Теперь они будут тренироваться под руководством Делайлы Саппенфилд.

### 2018/2019: медаль Гран-при
На первом турнире под руководством нового тренера пара выступила неудачно, заняв лишь седьмое место. На своём первом этапе NHK Trophy 2018 Тара и Дэнни стали пятыми, набрав всего 164,16 балла. Но на втором этапе их ждал успех. Кейн и O’Ши стали серебряными призёрами французского этапа Гран-при, что стало для них первой медалью на турнирах коммерческой серии . Через пару дней Тара и Дэнни удачно выступили на турнире серии «Челленджер» в Таллине, выиграв серебро этого турнира.
На чемпионате США Тара и Дэнни лидировали после короткой программы. Но на следующий день пара не справилась с волнением. Сначала Тара сорвала каскад, упав после тройного сальхова, а в самом конце программы они сорвали поддержку. По итогам турнира Тара и Дэнни заняли четвёртое место. Несмотря на этот результат их отправили на чемпионат четырёх континентов, который они выиграли год назад. На турнире пара установила новый персональный рекорд в короткой программе, набрав 66,34 балла. Но через день они снова не справились с произвольной программой и по итогам соревнований стали лишь шестыми.

### 2019/2020
Новый сезон пара начала на домашнем турнире серии «Челленджер»
US Classic, где остановились в шаге от попадания на подиум. Затем американцы выступили на двух азиатских Гран-при. Сначала они заняли шестое место на Cup of China, а далее заняли такое же место в Японии.
Выступая на чемпионате США, Кейн / О'Ши заняли второе место в короткой программе, отстав на семь баллов от лидеров Книрим / Книрим. Заняв третье место в произвольной программе, они завоевали бронзовую медаль, уступив Книримам и Кэлаланг / Джонсон . О'Ши назвал это «улучшением, поскольку программа прогрессировала в первой части сезона. Мы делаем шаги в правильном направлении». Они завершили сезон, став пятыми на чемпионате четырёх континентов.

### 2020/2021: уход от тренера, распад
В сентябре Кейн и О'Ши объявили, что покидают тренера Делайлу Саппенфилд, публично заявив, что они с нетерпением ждут изучения новых вариантов тренировок и надеются оставаться сильной парой.
Они заняли четвёртое место на ISP Points Challenge, виртуальном внутреннем соревновании. В октябре они соревновались на Skate America, в котором в основном участвовали американские пары из-за ограничений на поездки, связанных с пандемией COVID-19. По итогам турнира они стали пятыми. Их предыдущие тренеры Джим Петерсон и Аманда Эвора помогали им готовиться к этому соревнованию. Постоянная тренировочная среда Кейна и О'Ши будет определена после этих соревнований.
10 декабря было объявлено, что пара Кейн и О'Ши распалась, после чего Тара Кейн завершила карьеру.

### 2021/2022: объединение с Челси Лью
В конце июня USFSA добавила Дэнни О'Ши в международный отборочный пул, который представляет собой список фигуристом, имеющих право на получение международных соревнований, с новой партнёршей Челси Лью. Лью / О'Ши заняли пятое место на своём первом международном соревновании на Cranberry Cup. В октябре пара выступила на этпе Гран-при Skate America, где стали седьмыми. В ноябре на турнире Warsaw Cup во время проката произвольной программы произошёл несчастный случай: пара упала при выполнении хореографической поддержки. В результате этого падения оба фигуриста получили сотрясение мозга. Они снялись с чемпионата США, и в конечном итоге их партнёрство подошло к концу.

### 2022/2023: пара с Элли Кам, медаль чемпионата США
Первоначально не зная, как действовать дальше после окончания своего партнёрства с Челси Лью, Дэнни некоторое время предлагал тренерскую помощь другим парам, прежде чем в конечном итоге объединиться с Элли Кам. Осенью они дебютировали на международном турнире на Ice Challenge, где выиграли золотую медаль. Затем они дебютировали на турнире серии «Челленджер» Golden Spin в Загребе, завоевав серебряную медаль. 
В январе 2023 года Элли и Дэнни выступили на национальном чемпионате. После первого дня соревнований они шли на третьем месте. Они начали свою произвольную программу с падения Элли на тройной подкрутке, но это не помешало им удержаться на третьем месте. 
Оказавшись на подиуме чемпионата США, Кам / О'Ши были отправлены на чемпионат четырёх континентов, который пройдёт в их домашнем тренировочном центре в Колорадо-Спрингс. Они заняли седьмое место в короткой программе, но пятое место в произвольной программе подняло их на шестое место в общем зачёте. Элли и Дэнни завершили сезон на чемпионате мира в Сайтаме, где заняли двенадцатое место. 

### 2023/2024: золото чемпионата США, бронза чемпионата четырёх континентов
Кам и О'Ши начали сезон с победы на турнире Finlandia Trophy. В ноябре пара дебютировала на этапе Гран-при во Франции. Они стали пятыми в короткой программе, но были вынуждены сняться с произвольной, так как Элли получила травму на тренировке. Несмотря на это, Кам и О'Ши смогли принять участие во втором Гран-при в Эспоо, заняв там шестое место. 
На чемпионате США Элли и Дэнни заняли второе место в короткой программе с результатом 64,57 балла, причем Кам испытывала трудности с приземлением с выброса, а О'Ши приземлил прыжок на две ноги. Лидеры короткой программы Чан и Хоу снялись до начала произвольной программы. Кам и О'Ши стали вторыми в произвольной программе, уступив Ефимовой и Митрофанову, но по итогам двух программ они оказались на первом месте, обойдя конкурентов на 0,85 балла. О'Ши с энтузиазмом сказал, что «быть первыми — это потрясающе», отметив при этом, что есть возможности для улучшения их выступления, в частности, продолжающиеся трудности с приземлением выброса. 
Через неделю американская пара отправилась в Шанхай на чемпионат четырёх континентов. В короткой программе они заняли четвёртое место, в произвольной Элли и Дэнни стали вторыми, что привело их к итоговой бронзовой награде. 
На чемпионате мира в Монреале Кам упала с тройного выброса, но остальные элементы пара сделала чисто, и они заняли десятое место в первый день соревнований. О'Ши сказал, что «приятно видеть, что с падением — довольно большой ошибкой — мы всё равно получаем лучший результат сезона. Это означает, что другие вещи, над которыми мы работали, улучшаются, и судьи начинают видеть это».  Трудности с прыжками и выбросами продолжились в произвольной программе, и Кам / О'Ши опустились на одиннадцатое место в итоговой турнирной таблице.

### 2024/2025: медали Гран-при
Кам и О'Ши начали свой сезон, участвуя на турнирах серии «Челленджер». Они выиграли золото на соревнованиях John Nicks Pairs Competition и бронзу на Nebelhorn Trophy. Далее пара выступила этапе Гран-при Skate America, где завоевала серебро, показав лучший личный результат в произвольной программе и за итоговую сумму баллов. На NHK Trophy Элли и Дэнни завоевали вторую медаль этапов Гран-при, что позволило им в итоге попасть в финал коммерческой серии. В Гренобле, где проходил финал, американцы заняли пятое место.
Выступая на чемпионате США в качестве действующих чемпионов, Кам и О'Ши выиграли короткую программу, показав чистое катание. Их результат в 77,19 балла дал им преимущество в восемь баллов над Чан / Хоу, которые занимали второе место. Однако полная ошибок произвольная программа, включавшая падение с поддержки в дополнение к проблемам с прыжками и выбросами, принесла им пятое место в этом сегменте, опустившись на итоговое третье место. О'Ши поклялся использовать неудачу с поддержкой как «мотивацию. Я очень зол на себя. Я знаю, что я намного лучше этого, и в следующий раз я выступлю лучше». 
На чемпионате четырёх континентов в Сеуле американские фигуристы заняли второе место в короткой программе, завоевав малую серебряную медаль. В их произвольной программе снова было несколько ошибок на прыжках и выбросах, в результате чего они опустились на четвёртое место, отстав на 1,46 балла от бронзовых призёров Перейры / Мишо из Канады.
Менее чем за 48 часов до того, как Дэнни должен был отправиться в Бостон на домашний чемпионат мира, он не смог кататься. 22 марта тренер Дрю Микинс сказал, что О'Ши повредил ногу во время тренировки вне льда. Дэнни оказали интенсивную медицинскую помощь, включая «обезболивающую инъекцию, которая используется в других профессиональных видах спорта, таких как футбол, для спортсменов с похожими травмами», заявил тренер пары. Через два дня Элли и Дэнни на тренировке полностью откатали свою программу и были допущены американской федерацией к соревнованиям. На чемпионате мира разыгрывались первые олимпийские путёвки и целью Кам / О'Ши вместе с Ефимовой и Митрофановым привезти американской сборной три квоты. Элли и Дэнни в итоге стали седьмыми, а их коллеги по сборной шестыми, что даёт американской сборной шанс привезти три пары на зимние Олимпийские игры, которые через год пройдут в Милане. После окончания соревнований О'Ши отправился в больницу в Бостоне на обследование. У Дэнни выявили сильный перелом пятой плюсневой кости и ему была сделана операция.

## Программы
(с Э. Кам)
| Сезон     | Короткая программа                                                             | Произвольная программа | Показательные |
| --------- | ------------------------------------------------------------------------------ | --- | --- |
| 2024/2025 | - Rain, in Your Black Eyes Эцио Боссо хореография Дрю Микинс                   | - Concealed Passion Audiomachine - Stand by Me Бен И Кинг в исполнении Florence and the Machine хореография Мари-Франс Дюбрей | - Uptown Funk Марк Ронсон ft. Бруно Марс - Cupid (Twin Version) Fifty Fifty - On the Floor Дженнифер Лопез ft. Pitbull - Give Me Everything Pitbull ft. Ne-Yo, Afrojack, Nayer - Shake Señora Pitbull ft. T-Pain и Sean Paul |
| 2023/2024 | - East of Eden Ли Холдридж хореография Дрю Микинс                              | - Под покровом ночи - Exhibition - Wayward Sisters - Table for Two Абель Коженёвский хореография Дрю Микинс                   | - Uptown Funk Марк Ронсон ft. Бруно Марс |
| 2022/2023 | - The Prayer в исполнении Шарлотты Чёрч и Джоша Гробана хореография Дрю Микинс | - Под покровом ночи - Exhibition - Wayward Sisters - Table for Two Абель Коженёвский хореография Дрю Микинс                   | |

(с Ч. Лью)
| Сезон     | Короткая программа                           | Произвольная программа                                                                                 |
| --------- | -------------------------------------------- | --- |
| 2021/2022 | - Lover Тейлор Свифт хореография Адам Риппон | - Becoming Human (из Score: A Film Music Documentary) Райан Тауберт хореография Шинед Керр и Джон Керр |

(с Т. Кейн)
| Сезон     | Короткая программа | Произвольная программа | Показательные                                      |
| --------- | --- | --- | -------------------------------------------------- |
| 2020/2021 | - Лунный свет Клод Дебюсси хореография Рэнди Стронг                                                                                            | - Кармен Жорж Бизе хореография Рэнди Стронг                                                                                            |                                                    |
| 2019/2020 | - Sweet Dreams (Are Made of This) (из фильма Излом времени) Eurythmics в исполнении Марка Хадли и Dresage хореография Чарли Уайт               | - Отверженные Клод-Мишель Шёнберг, Ален Бублил и Герберт Крецмер хореография Паскуале Камерленго                                       |                                                    |
| 2018/2019 | - Turning Page Sleeping At Last - That’s It (I’m Crazy) Sofi Tukker хореография Ше-Линн Бурн, Shae Zukiwsky                                    | - Лебединое озеро Пётр Ильич Чайковский хореография Ше-Линн Бурн, Shae Zukiwsky                                                        |                                                    |
| 2017/2018 | - All I Ask of You (Призрак Оперы) Эндрю Ллойд Уэббер хореография Массимо Скали                                                                | - Лебединое озеро Пётр Ильич Чайковский хореография Ше-Линн Бурн, Shae Zukiwsky                                                        |                                                    |
| 2016/2017 | - Take Me to Church Хозиер хореография Джим Петерсон - Will You Still Love Me Tomorrow - Back to Black Amy Winehouse хореография Judy Blumberg | - A Song of India Николай Андреевич Римский-Корсаков - Marche Slave Пётр Ильич Чайковский хореография Jim Джим Петерсон, Judy Blumberg | - Johanna Sweeney Todd)                            |
| 2015/2016 | - Take Me to Church Хозиер - España cañí Паскуаль Маркина Нарро                                                                                | - The Music of the Night Эндрю Ллойд Уэббер и Чарльз Харт performed Барбра Стрейзанд и Майкл Кроуфорд                                  | - Manhattan Сара Бареллис                          |
| 2014/2015 | - Your Song Ewan McGregor | - Спартак Арам Хачатурян | - Saturday Night's Alright for Fighting Элтон Джон |
| 2013/2014 | - James Bond medley Джон Барри | - Дон Кихот Людвиг Минкус |                                                    |
| 2012/2013 | - Моя прекрасная леди Фредерик Лоу | - Щелкунчик Пётр Чайковский |                                                    |

## Спортивные достижения
(с Элли Кам)
| Соревнования                        | 22/23         | 23/24         | 24/25         |
| Международные                       | Международные | Международные | Международные |
| ----------------------------------- | ------------- | ------------- | ------------- |
| Чемпионат мира                      | 12            | 11            | 7             |
| Чемпионат четырёх континентов       | 6             | 3             | 4             |
| Финал Гран-при                      |               |               | 5             |
| Этапы Гран-при: Skate America       |               |               | 2             |
| Этапы Гран-при: NHK Trophy          |               |               | 3             |
| Этапы Гран-при: Grand Prix of Espoo |               | 6             |               |
| CS Finlandia Trophy                 |               | 1             |               |
| CS Nebelhorn Trophy                 |               |               | 3             |
| CS John Nicks Pairs                 |               |               | 1             |
| CS Golden Spin of Zagreb            | 2             |               |               |
| Ice Challenge                       | 1             |               |               |
| Национальные                        |               |               |               |
| Чемпионат США                       | 3             | 1             | 3             |

(с Челси Лю)
| Соревнования                  | 21/22         |
| Международные                 | Международные |
| ----------------------------- | ------------- |
| Этапы Гран-при: Skate America | 7             |
| CSWarsaw Cup                  | WD            |
| Cranberry Cup                 | 5             |
| John Nicks Pairs              | 4             |
| Национальные                  |               |
| Чемпионат США                 | WD            |

(с Тарой Кейн)
| Соревнования                             | 12/13         | 13/14         | 14/15         | 15/16         | 16/17         | 17/18         | 18/19         | 19/20         | 20/21         |
| Международные                            | Международные | Международные | Международные | Международные | Международные | Международные | Международные | Международные | Международные |
| ---------------------------------------- | ------------- | ------------- | ------------- | ------------- | ------------- | ------------- | ------------- | ------------- | ------------- |
| Чемпионат мира                           |               |               |               | 13            |               |               |               |               |               |
| Четыре континента                        |               | 2             | 8             | 4             |               | 1             | 6             | 5             |               |
| Этапы Гран-при: Cup of China             |               |               |               |               |               |               |               | 6             |               |
| Этапы Гран-при: Internationaux de France |               |               |               |               |               |               | 2             |               |               |
| Этапы Гран-при: NHK Trophy               |               |               |               |               | 4             |               | 5             | 6             |               |
| Этапы Гран-при: Skate America            |               |               |               | 6             | 6             |               |               |               | 5             |
| Этапы Гран-при: Rosterlecom Cup          |               |               |               | 4             |               |               |               |               |               |
| CS Tallinn Trophy                        |               |               |               |               |               |               | 2             |               |               |
| CS Finlandia Trophy                      |               |               |               |               | 5             |               | 7             |               |               |
| CS Golden Spin of Zagreb                 |               |               | 3             | 3             |               | 3             |               | 2             |               |
| CS U.S. Classic                          |               | 3             |               | 1             |               |               |               | 4             |               |
| Ice Challenge                            |               | 3             |               |               |               |               |               |               |               |
| Challenge Cup                            | 2             |               |               |               |               |               |               |               |               |
| Национальные                             |               |               |               |               |               |               |               |               |               |
| Чемпионат США                            | 7             | 6             | 3             | 1             | WD            | 2             | 4             | 3             |               |